# Regering-Borne II
De regering–Borne II (Frans: Gouvernement Élisabeth Borne II) was de  regering van de Franse Republiek van 4 juli 2022 tot 9 januari 2024. Deze regering was een doorstart van de regering-Borne I na de parlementsverkiezingen van 2022. In juli 2023 werd een kabinetsherschikking doorgevoerd waarbij een aantal ministers werd vervangen.

## Samenstelling
| Ambtsbekleder                                  | Ambtsbekleder          | Ambtsbekleder                  | Functie(s)                                   | Ambtstermijn     | Ambtstermijn     | Partij     |
| ---------------------------------------------- | ---------------------- | ------------------------------ | -------------------------------------------- | ---------------- | ---------------- | ---------- |
|                                                | Élisabeth Borne        | Élisabeth Borne (1961)         | Premier                                      | 16 mei 2022      | 9 januari 2024   | LREM (TDP) |
|                                                | Gérald Darmanin        | Gérald Darmanin (1982)         | Minister van Binnenlandse Zaken              | 6 juli 2020      | heden            | LREM       |
| Minister van Overzeese Gebiedsdelen            | Gérald Darmanin        | Gérald Darmanin (1982)         | 4 juli 2022                                  |                  | heden            | LREM       |
|                                                | Catherine Colonna      | Catherine Colonna (1956)       | Minister van Buitenlandse Zaken              | 20 mei 2022      | 11 januari 2024  | DVD        |
|                                                | Bruno Le Maire         | Bruno Le Maire (1969)          | Minister van Financiën                       | 14 mei 2017      | heden            | LREM       |
| Minister van Economische Zaken                 | Bruno Le Maire         | Bruno Le Maire (1969)          |                                              | 14 mei 2017      | heden            | LREM       |
| Minister voor Industriële Zaken                | Bruno Le Maire         | Bruno Le Maire (1969)          | 20 mei 2022                                  |                  | heden            | LREM       |
|                                                | Sébastien Lecornu      | Sébastien Lecornu (1986)       | Minister van de Stijdkrachten                | 20 mei 2022      | heden            | LREM       |
|                                                | Éric Dupond-Moretti    | Éric Dupond- Moretti (1961)    | Minister van Justitie                        | 6 juli 2020      | heden            | O          |
| Zegelbewaarder                                 | Éric Dupond-Moretti    | Éric Dupond- Moretti (1961)    |                                              | 6 juli 2020      | heden            | O          |
|                                                | François Braun         | François Braun (1962)          | Minister van Volksgezondheid                 | 4 juli 2022      | 20 juli 2023     | O          |
|                                                |                        | Aurélien Rousseau (1976)       | Minister van Volksgezondheid                 | 20 juli 2023     | 20 december 2023 | LREM       |
|                                                |                        | Agnès Firmin- Le Bodo (1968)   | Minister van Volksgezondheid                 | 20 december 2023 | 11 januari 2024  | HRS        |
|                                                | Olivier Dussopt        | Olivier Dussopt (1978)         | Minister van Arbeid en Werkgelegenheid       | 20 mei 2022      | 11 januari 2024  | TDP        |
|                                                |                        | Jean- Christophe Combe (1981)  | Minister van Sociale Zaken                   | 4 juli 2022      | 20 juli 2023     | LREM       |
| Aurore Bergé                                   | Aurore Bergé (1986)    | 20 juli 2023                   | Minister van Sociale Zaken                   | 11 januari 2024  | LREM             |            |
|                                                | Pap Ndiaye             | Pap Ndiaye (1965)              | Minister van Onderwijs en Minister van Jeugd | 20 mei 2022      | 20 juli 2023     | DVG        |
|                                                | Gabriel Attal          | Gabriel Attal (1989)           | Minister van Onderwijs en Minister van Jeugd | 20 juli 2023     | 9 januari 2024   | LREM       |
|                                                | Sylvie Retailleau      | Sylvie Retailleau (1965)       | Minister van Hoger Onderwijs en Wetenschap   | 20 mei 2022      | heden            | O          |
|                                                | Christophe Béchu       | Christophe Béchu (1974)        | Minister van Ruimtelijke Ordening            | 4 juli 2022      | heden            | HRS        |
| Minister van Ecologie en Duurzame Ontwikkeling | Christophe Béchu       | Christophe Béchu (1974)        |                                              | 4 juli 2022      | heden            | HRS        |
|                                                | Marc Fesneau           | Marc Fesneau (1971)            | Minister van Landbouw en Agrarische Zaken    | 20 mei 2022      | heden            | MoDem      |
|                                                | Stanislas Guerini      | Stanislas Guerini (1982)       | Minister van Publieke Diensten               | 20 mei 2022      | 11 januari 2024  | LREM       |
| Minister voor Bestuurlijke Vernieuwing         | Stanislas Guerini      | Stanislas Guerini (1982)       |                                              | 20 mei 2022      | 11 januari 2024  | LREM       |
|                                                | Rima Abdul Malak       | Rima Abdul Malak (1979)        | Minister van Cultuur en Communicatie         | 20 mei 2022      | 11 januari 2024  | DVG        |
|                                                | Amélie Oudéa-Castéra   | Amélie Oudéa- Castéra (1978)   | Minister van Sport en Olympische Spelen      | 20 mei 2022      | heden            | LREM       |
|                                                | Agnès Pannier-Runacher | Agnès Pannier- Runacher (1974) | Minister voor Energiebeleid                  | 20 mei 2022      | 11 januari 2024  | LREM (TDP) |

| Viceministers   | Viceministers          | Viceministers               | Portefeuille(s)                          | Ministerie | Ambtstermijn    | Ambtstermijn    | Partij(en) |
| --------------- | ---------------------- | --------------------------- | ---------------------------------------- | ---------- | --------------- | --------------- | ---------- |
|                 | Olivier Véran          | Olivier Véran (1980)        | Regerings- woordvoerder                  | Premier    | 4 juli 2022     | 11 januari 2024 | LREM       |
|                 | Franck Riester         | Franck Riester (1974)       | Minister voor Parlementaire Betrekkingen | Premier    | 4 juli 2022     | 11 januari 2024 | AG         |
|                 | Isabelle Lonvis-Rome   | Isabelle Lonvis-Rome (1963) | Minister voor Gelijkheid en Diversiteit  | Premier    | 4 juli 2022     | 20 juli 2023    | O          |
|                 | Bérangère Couillard    | Bérangère Couillard (1986)  | Minister voor Gelijkheid en Diversiteit  | Premier    | 20 juli 2023    | 11 januari 2024 | LREM       |
|                 | Gabriel Attal          | Gabriel Attal (1989)        | Minister voor Begrotingszaken            | Financiën  | 20 mei 2022     | 20 juli 2023    | LREM       |
| Thomas Cazenave | Thomas Cazenave (1978) | 20 juli 2023                | Minister voor Begrotingszaken            | Financiën  | 11 januari 2024 | LREM            |            |